# Hyperaspis mckenziei
Hyperaspis mckenziei är en skalbaggsart som beskrevs av Nutting 1980. Hyperaspis mckenziei ingår i släktet Hyperaspis och familjen nyckelpigor. Inga underarter finns listade i Catalogue of Life.